# Yasser Quesada Pérez
Pour les articles homonymes, voir Quesada et Yuniesky Quezada.
Yasser Quesada Pérez est un joueur d'échecs cubain né le 23 mai 1992 à Santa Clara (Cuba).
Au 1er juillet 2020, il est le deuxième joueur cubain avec un classement Elo de 2 565 points.

## Biographie et carrière
Yasser Quesada Pérez est le frère de Yuniesky Quezada (né en 1984 et installé aux États-Unis), également joueur d'échecs.
Grand maître international depuis 2017, il a représenté Cuba lors de l'olympiade d'échecs de 2018.
En 2018, il marque 5,5 points sur 9 au championnat de Cuba et est classé quatrième au départage, à égalité de points avec le vainqueur.
Il remporte le tournoi d'automne, groupe B, de Saint-Louis (Missouri) en septembre 2019 avec 6,5 points sur 9. La même année, il finit deuxième ex æquo de l'open annuel de Philadelphie en juin 2019 (6,5/9) et deuxième ex æquo au National Open de Las Vegas (6,5/9). Il marque également 6,5 points sur 9 au World Open de Philadelphie (septième place ex æquo). Il remporte également en 2019 l'open de Mexico avec 7,5 points sur 9,  l'open Vila De Platja d'Aro en Espagne et  l'open Sant Joan d'Alacant en Espagne. Il finit troisième du championnat cubain en 2019.
En février 2020, il finit deuxième du championnat cubain
Yasser Quesada Pérez gagne le championnat national en 2022.